# Elsa Zylberstein
Elsa Zylberstein (n. 16 octombrie 1968, Boulogne-Billancourt, Franța) este o actriță franceză de film, televizune și teatru. După ce a studiat dramaturgia, Zylberstein și-a început cariera cinematografică în 1989 și a apărut în peste 60 de filme. A câștigat Premiul César pentru cea mai bună actriță în rol secundar pentru interpretarea din filmul Il y a longtemps que je t'aime (2008).

## Biografie
Elsa Florence Zylbersztejn s-a născut la Paris. Tatăl ei, Albert Zylbersztejn (născut în 1938), evreu ashkenad polonez, era fizician, iar mama ei, Liliane Chenard (născută în 1940), catolică franceză, a fost cosmeticiană pentru compania franceză Dior. Are un frate, Benjamin. Zylberstein a fost apropiată atât de religia poporului evreu cât și de creștinism; în prezent este „atrasă de riturile budiste”. Încă din copliărie a practicat dansul clasic. După absolvirea liceului, a urmat studii universitare de limba engleză, dar s-a simțit atrasă de activitățile artistice. A început să studieze actoria la sfatul lui Charlotte Rampling, pe care tatăl ei a cunoscut-o întâmplător în avion. A urmat școala de actorie Cours Florent, la clasa lui Francis Huster și a lucrat și cu un profesor la Actors Studio.

## Carieră
În 1991, Elsa Zylberstein a apărut în Van Gogh, un film regizat de Maurice Pialat. În 1993, a jucat rolul unei studente în Beau fixe.
Ea a colaborat cu regizori tineri precum Pascale Bailly, Diane Bertrand și mai ales Martine Dugowson, care i-a oferit rolul principal alături de Romane Bohringer în filmul din 1994 Mina Tannenbaum. A jucat apoi în Farinelli, Monsieur N. și Jefferson la Paris. A interpretat-o Suzanne Valadon în Lautrec, iar apoi pe Jeanne Hébuterne în Modigliani. Zylberstein a interpretat o cântăreață de limbă idiș care se îndrăgostește de un clarinetist gay în Man Is a Woman, alături de Antoine de Caunes. De asemenea, a mai apărut în filmele Time Regained, Love Torn in a Dream și That Day, toate trei regizate de Raúl Ruiz.
În 2006, a jucat rolul Mathildei, o evreică ortodoxă care se confruntă cu probleme în căsnicie, în La Petite Jérusalem. A apărut și în J'invente rien, bazat pe un roman de Christine Angot. În 2008, a jucat în două filme, care au fost prezentate la Festivalul de la Berlin: Il y a longtemps que je t'aime, cu Kristin Scott Thomas, și La Fabrique des sentiments. 
În 2015 a apărut în filmul Un + une, iar în 2017 în Chacun sa vie, în regia lui Claude Lelouch. În 2022 a jucat în Big Bug regizat de Jean-Pierre Jeunet și a interpretat-o pe Simone Veil în Simone - Le Voyage du siècle regizat de Olivier Dahan.
A fost membră a mai multor jurii de festival, inclusiv Festivalul de Film American din 1999 de la Deauville, Festivalul de Film Britanic din 2010 de la Dinard, Festivalul Internațional de Film Detectiv de la Beaune (atât în 2009, cât și în 2015) și prestigiosul Festival de Film de la Cannes în 2021.
În 2009, Zylberstein a semnat o petiție în sprijinul regizorului de film Roman Polanski, cerând eliberarea acestuia după ce fusese arestat în Elveția, în dosarul din 1977 în care era acuzat de abuz sexual.

## Nominalizări și premii
A fost nominalizată la Premiile César, la categoria cea mai promițătoare actriță, de trei ori: în 1992 pentru interpretarea din Van Gogh, în 1993 pentru Beau fixe și în 1995 pentru Mina Tannenbaum. În 2006 a fost nominalizată pentru Premiul Globul de Cristal pentru cea mai bună actriță în filmul La Petite Jerusalém. O altă nominalizare a fost în 2016 pentru cea mai bună actriță în filmul Un + une, în cadrul Festivalului Lumières de la Presse Étrangère.
În 1993 a obținut Premiul Romy Schneider, iar în 2009 a câștigat premiul César pentru cea mai bună actriță în rol secundar pentru rolul din Il y a longtemps que je t'aime. Filmul a fost regizat de Philippe Claudel, cu actrița Kristin Scott Thomas în rolul principal.
La Festivalul Internațional al Filmului de Comedie Alpe d'Huez a obținut Premiul pentru cea mai bună interpretare feminină pentru Plan de table în 2012 și pentru rolul din Tout nous sourit în 2020.

## Filmografie
| An   | Titlul filmului                              | Rol                          | Regizor                      | Observații |
| ---- | -------------------------------------------- | ---------------------------- | ---------------------------- | --- |
| 1989 | Baptême                                      | Gabrielle                    | René Féret                   | |
| 1990 | Chillers                                     | Isabelle                     | Maurice Dugowson             | serial TV (1 episod)                                                                                           |
| 1991 | Genial, mes parents divorcent!               | sora lui Thomas              | Patrick Braoudé              | |
| 1991 | Van Gogh                                     | Cathy                        | Maurice Pialat               | Acteurs à l'Écran - cea mai bună actriță Nominalizare - Premiul César pentru cea mai promițătoare actriță      |
| 1991 | La neige et le feu                           |                              | Claude Pinoteau              | |
| 1991 | Alisée                                       | Alisée                       | André Blanchard              | |
| 1992 | Amoureuse                                    | The Farsighted               | Jacques Doillon              | |
| 1992 | Beau fixe                                    | Frederique                   | Christian Vincent            | Nominalizare - Premiul César pentru cea mai promițătoare actriță                                               |
| 1992 | Princesse Alexandra                          | sora Ermenegilde             | Denis Amar                   | film de televiziune                                                                                            |
| 1992 | La grande collection                         | Mercedes                     | Gérard Vergez                | serial TV (1 episod)                                                                                           |
| 1993 | De force avec d'autres                       | Do                           | Simon Reggiani               | |
| 1993 | La place d'un autre                          | Florence                     | René Féret                   | |
| 1993 | Comment font les gens                        | Yvette                       | Pascale Bailly               | |
| 1993 | L'orange amère                               | Fanny                        | Olivier Sadock               | |
| 1993 | The Young Indiana Jones Chronicles           | fata de la telefon           | Simon Wincer și Carl Schultz | |
| 1994 | Mina Tannenbaum                              | Ethel Benegui                | Martine Dugowson             | Nominalizare - Premiul César pentru cea mai promițătoare actriță                                               |
| 1994 | Farinelli                                    | Alexandra                    | Gérard Corbiau               | |
| 1995 | Jefferson in Paris                           | Adrienne de La Fayette       | James Ivory                  | |
| 1996 | A Saturday on Earth                          | Claire                       | Diane Bertrand               | |
| 1996 | Portraits chinois                            | Emma                         | Martine Dugowson             | |
| 1997 | Tenue correcte exigée                        | Lucie                        | Philippe Lioret              | |
| 1997 | Metroland                                    | Annick                       | Philip Saville               | |
| 1997 | XXL                                          | Arlette Stern                | Ariel Zeitoun                | |
| 1998 | Man Is a Woman                               | Rosalie Baumann              | Jean-Jacques Zilbermann      | Festivalul de Film de la Cabourg - cea mai bună actriță                                                        |
| 1998 | Lautrec                                      | Suzanne Valadon              | Roger Planchon               | |
| 1999 | Je veux tout                                 | Eva                          | Guila Braoudé                | |
| 1999 | Time Regained                                | Rachel                       | Raúl Ruiz                    | |
| 1999 | Bonne Nuit                                   | Susan                        |                              | film de televiziune                                                                                            |
| 2000 | Là-bas... mon pays                           | soția lui Pierre Nivel       | Alexandre Arcady             | |
| 2000 | Love Torn in a Dream                         | Lucrezia / Jessica / Sultane | Raúl Ruiz                    | |
| 2001 | Les fantômes de Louba                        | Louba                        | Martine Dugowson             | |
| 2001 | Un ange                                      | Léa Pastore                  | Miguel Courtois              | |
| 2001 | Not Afraid, Not Afraid                       |                              | Not Afraid, Not Afraid       | |
| 2002 | Féroce                                       | Zébulon                      | Gilles de Maistre            | |
| 2002 | Jean Moulin                                  | Antoinette                   | Yves Boisset                 | film de televiziune                                                                                            |
| 2003 | Monsieur N.                                  | Albine de Montholon          | Antoine de Caunes            | |
| 2003 | That Day                                     | Livia                        | Raúl Ruiz                    | |
| 2003 | Three Blind Mice                             | Nathalie                     | Mathias Ledoux               | |
| 2003 | Qui perd gagne!                              | Angèle Berstein              | Laurent Bénégui              | |
| 2004 | Tomorrow We Move                             | Michèle                      | Chantal Akerman              | |
| 2004 | Pourquoi (pas) le Brésil                     | Christine Angot              | Laetitia Masson              | |
| 2004 | Modigliani                                   | Jeanne Hébuterne             | Mick Davis                   | |
| 2005 | Little Jerusalem                             | Mathilde                     | Karin Albou                  | Nominalizare - Globul de Cristal pentru cea mai bună actriță                                                   |
| 2005 | La cloche a sonné                            | Léa                          | Bruno Herbulot               | |
| 2005 | Journées froides qui menacent les plantes    |                              | Virginie Chanu               | |
| 2006 | J'invente rien                               | Mathilde Mahut               | Michel Leclerc               | |
| 2006 | Le concile de pierre                         | Clarisse                     | Guillaume Nicloux            | |
| 2006 | Petits meurtres en famille                   | Édith                        | Edwin Baily                  | mini-serie TV                                                                                                  |
| 2007 | Unknown Things                               | tânăra femeie                | Bruno Coppola                | |
| 2007 | Childhoods                                   | mama lui Ingmar Bergman      | Safy Nebbou                  | |
| 2008 | La fabrique des sentiments                   | Éloïse                       | Jean-Marc Moutout            | |
| 2008 | I've Loved You So Long                       | Léa                          | Philippe Claudel             | Premiul César - cea mai bună actriță în rol secundar Premiul Chlotrudis - cea mai bună actriță în rol secundar |
| 2008 | Nuit de chien                                | Maria de Souza               | Werner Schroeter             | |
| 2008 | Nucingen House                               | Anne-Marie                   | Raúl Ruiz                    | |
| 2009 | La folle histoire d'amour de Simon Eskenazy  | Rosalie                      | Jean-Jacques Zilbermann      | |
| 2009 | La double inconstance                        | Flaminia                     | Carole Giacobbi              | film de televiziune                                                                                            |
| 2009 | Myster Mocky présente                        |                              | Jean-Pierre Mocky            | serial TV (1 episod)                                                                                           |
| 2009 | Vénus & Apollon                              | Angie                        | Pascal Lahmani               | serial TV (8 episoade)                                                                                         |
| 2010 | Roses à crédit                               | farmacista                   | Amos Gitai                   | |
| 2011 | Un baiser papillon                           | Marie                        | Karine Silla                 | |
| 2011 | JC comme Jésus Christ                        | propriul rol                 | Jonathan Zaccaï              | |
| 2011 | Les tribulations d'une caissière             | Marie                        | Pierre Rambaldi              | |
| 2012 | Plan de table                                | Catherine                    | Christelle Raynal            | Festivalul Internațional al Filmului de Comedie Alpe d'Huez - cea mai bună interpretare                        |
| 2012 | Lines of Wellington                          | sora Irmã Cordélia           | Valeria Sarmiento            | Nominalizare - Premiile CinEuphoria Awards                                                                     |
| 2013 | À votre bon coeur mesdames                   | sora Blandine                | Jean-Pierre Mocky            | |
| 2014 | Gemma Bovery                                 | Wizzy                        | Anne Fontaine                | |
| 2015 | The Price of Desire                          | Romaine Brooks               | Mary McGuckian               | |
| 2015 | Un plus une                                  | Anna Hamon                   | Claude Lelouch               | Nominalizare - Premiile Lumières pentru cea mai bună actriță                                                   |
| 2015 | Amazon                                       | Amazon Priestess             | Jeno Udvardi                 | |
| 2016 | The Stalking Moon                            | Veronique Fournier           | Antonio Galloro              | |
| 2017 | Un sac de billes                             | Anna                         | Christian Duguay             | |
| 2017 | Chacun sa vie et son intime conviction       |                              | Claude Lelouch               | |
| 2017 | À bras ouverts                               | Daphné Fougerole             | Philippe de Chauveron        | |
| 2018 | Bel Canto                                    |                              | Paul Weitz                   | |
| 2019 | I Wish Someone Were Waiting for Me Somewhere | Hélèna                       | Arnaud Viard                 | |
| 2020 | Waiting for Anya                             | mama lui Jo                  |                              | |
| 2021 | Simone Veil, A Woman of the Century          | Simone Veil                  |                              | |
| 2022 | Bigbug                                       | Monique                      | Jean-Pierre Jeunet           | Netflix |
| 2023 | Club Zero                                    |                              | Jessica Hausner              | |